# Szczekuszka malutka
Szczekuszka malutka (Ochotona pusilla) – gatunek ssaka z rodziny szczekuszkowatych (Ochotonidae).

## Zasięg występowania
Szczekuszka malutka występuje w pasie stepów wyżyny Wielki Syrt, na południe od gór Ural i Mugodżary, na wschód do zachodniego podnóża Ałtaju w Rosji i Kazachstanie. W czasach plejstocenu zasięgiem swym obejmował również tereny zachodniej Europy. W Polsce spotykane są jego szczątki.

## Taksonomia
Gatunek po raz pierwszy naukowo opisał w 1769 roku niemiecki przyrodnik Peter Simon Pallas nadając mu nazwę Lepus pusillus. Holotyp pochodził z sąsiedztwa Samary, w obwodzie samarskim, w Rosji.
O. pusilla należy do podrodzaju Lagotona który jest taksonem siostrzanym podrodzaju Pika. Zgodnie z badaniami morfologicznymi, O. pusilla obejmuje taksony angustifrons i minutus jako młodsze synonimy. Europejskie i azjatyckie populacje były tradycyjnie uważane za odrębne podgatunki, ale zmienność morfologiczna i mtDNA nie potwierdzają istnienia dwóch odrębnych od siebie taksonów. Autorzy Illustrated Checklist of the Mammals of the World uznają ten takson za gatunek monotypowy.

### Etymologia
- Ochotona: mongolska nazwa ochodona dla szczekuszki[9].
- pusilla: łac. pusillus „bardzo mały, malutki”, zdrobnienie od pusus „chłopczyk”, od puer „chłopiec”[10].

## Morfologia
Długość ciała 150–210 mm, długość ucha 17–22 mm, długość tylnej stopy 25–31 mm; masa ciała 95–270 g. Uszy krótkie, ciemnoo ubarwione z białym obrzeżem; ogon zredukowany. Ubarwienie w lecie szare, zimą futerko przybiera barwę jaśniejszą.

## Ekologia

### Środowisko życia
Zamieszkuje na stepach i półpustyniach gdzie wykopuje dla siebie nory z wieloma otworami wyjściowymi dla swego bezpieczeństwa.
Przebywa w pobliżu rzek i w gęstwinie zarośli. Bywała spotykana w dolinach górskich rzek na wysokości poniżej 1500 m n.p.m.

### Tryb życia
Aktywność dzienna, odżywia się roślinami i nasionami. Zapasy na okres zimowy zaczyna robić już w czerwcu.

### Rozród
Rozmnaża się dwa razy w ciągu roku, w miocie składającym się z 6–12 sztuk.